# Lista över myndigheter inrättade av regeringen Fälldin II
Detta är en lista över myndigheter inrättade av den andra Fälldinregeringen mellan oktober 1979 och maj 1981.

## 1980
- Transportrådet (1 januari)
- Jämställdhetsombudsmannen (1 juli)
- Jämställdhetsnämnden (1 juli)
- Statens institut för psykosocial medicin (1 juli)
- Statens miljömedicinska laboratorium (1 juli)
- Institutet för internationell ekonomi (1 juli)
- Statens psykologiskt-pedagogiska bibliotek (1 juli)
- Hälso- och sjukvårdens ansvarsnämnd (1 juli)
- Nämnden för lokalanställda (1 juli)

## 1981
- Industriella och tekniska rådet (1 maj)